# ジャニーズセブンショー
『ジャニーズセブンショー』は、1966年4月22日から同年9月30日まで日本テレビ系列局で放送されていた日本テレビ製作の音楽バラエティ番組である。プラチナ萬年筆の一社提供。放送時間は毎週金曜 19:00 - 19:30 （日本標準時）。

## 概要
土曜21:00枠で放送されていた『ジャニーズナインショー』のリニューアル版で、当時のティーンエイジャーたちに人気を博していたジャニーズの魅力を十二分に伝えることを目的に制作された。彼らが当時のヒットナンバーを歌い、さらにはダンスやコントもこなしていた。

## 出演者
全員ジャニーズのメンバー。
- 真家ひろみ
- 飯野おさみ
- 中谷良
- 青井輝彦（後のあおい輝彦）